# نیژنی آیریوم
نیژنی آیریوم (به لاتین: Nizhniy Ayryum) یک منطقهٔ مسکونی در روسیه است که در آدیغیه واقع شده‌است.